# Cerkiew Świętych Klemensa i Pantelejmona
Cerkiew Świętych Klemensa i Pantelejmona (mac. Црква Свети Климент и Пантелеjмон) – prawosławna cerkiew w Ochrydzie.

## Historia
Obok wybudowanej na początku XXI wieku cerkwi znajdują się pozostałości najstarszej ochrydzkiej cerkwi o tej samej nazwie. Fundamenty kościoła z V wieku, w której zachowały się m.in. mozaiki wystawione aktualnie przed nowym kościołem. Jedna z mozaik przedstawia symbol swastyki - stary indoaryjski symbol Słońca.

## Galeria

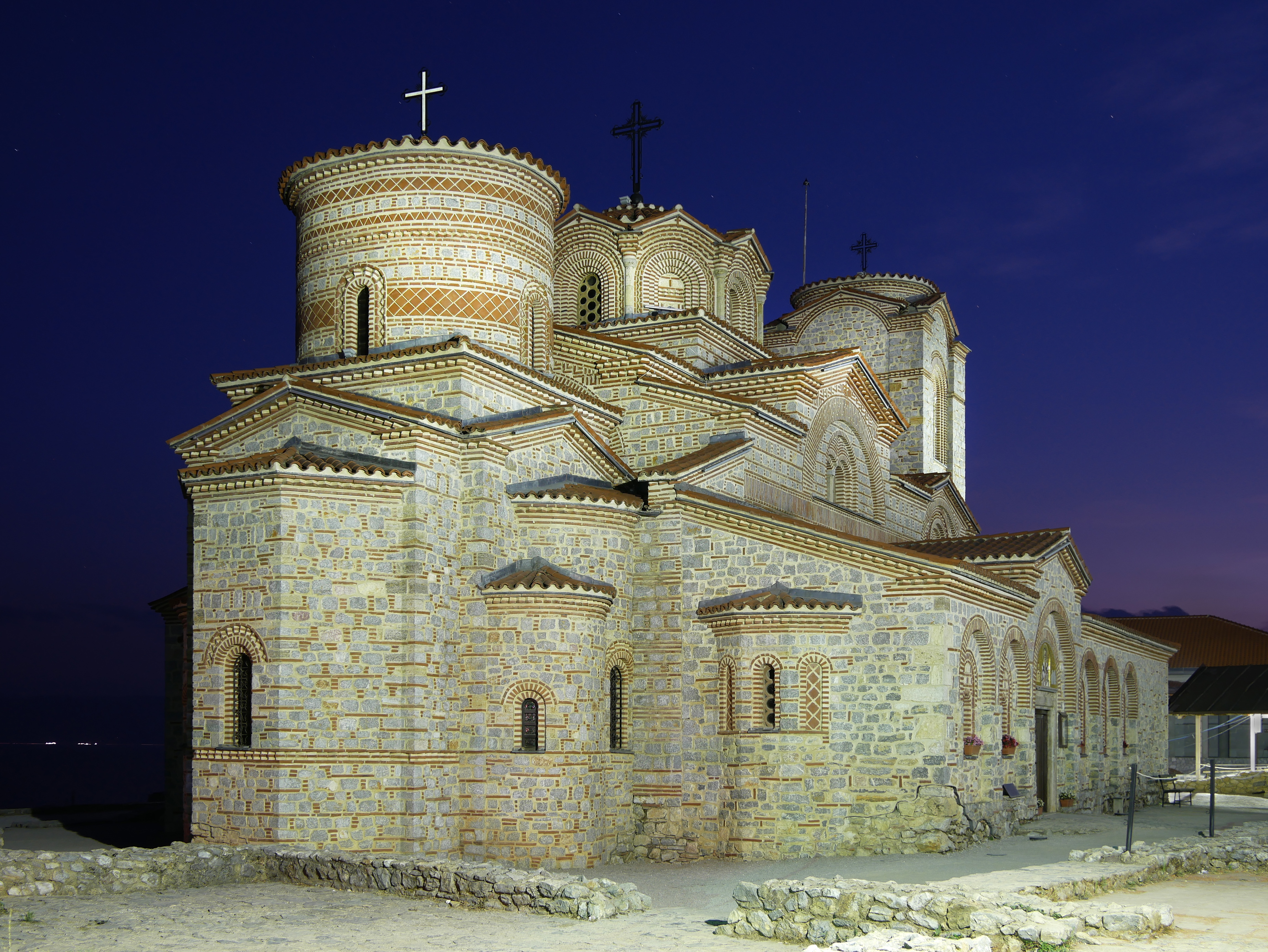
Widok w nocy
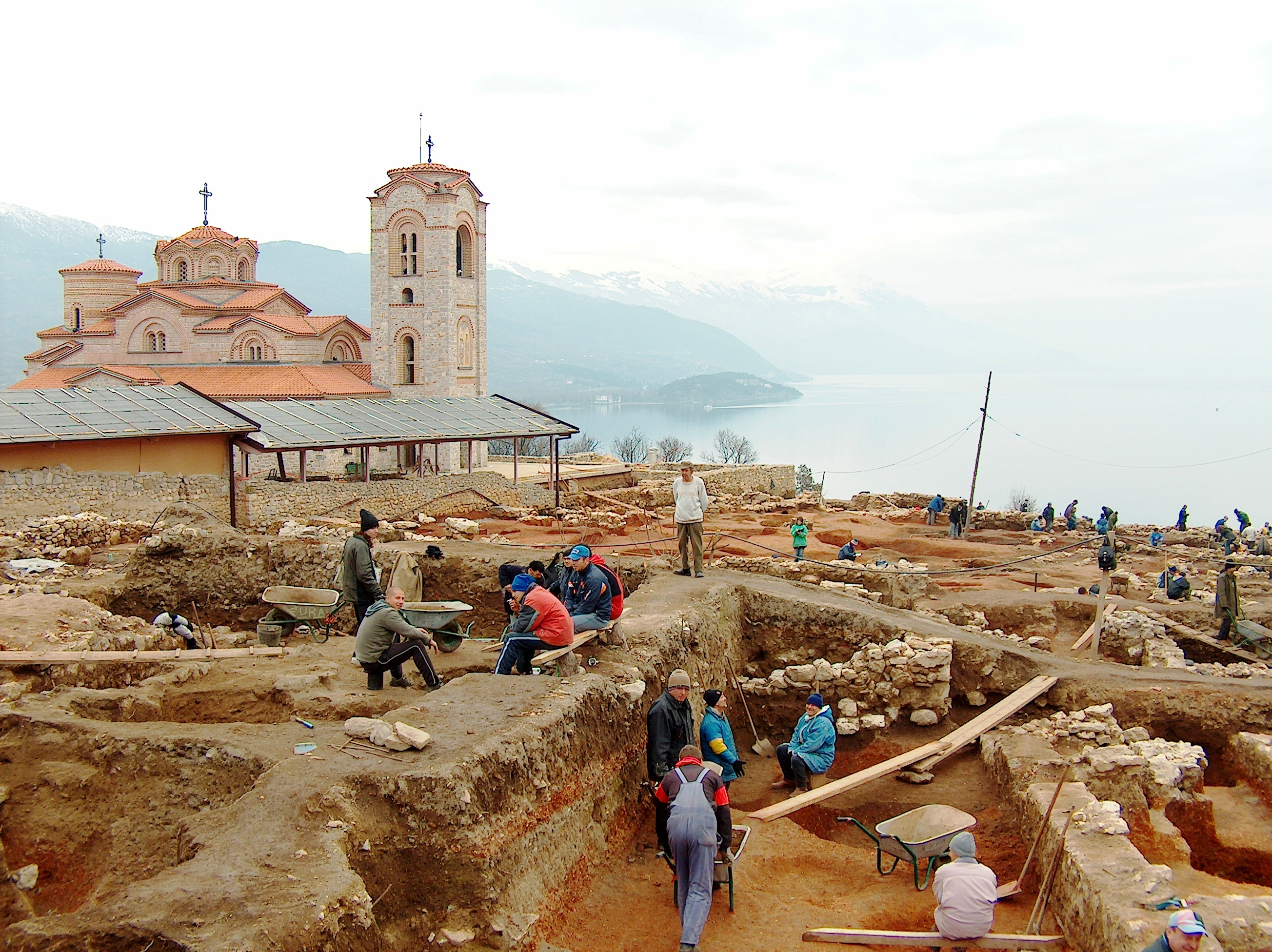
Wykopaliska przy cerkwi
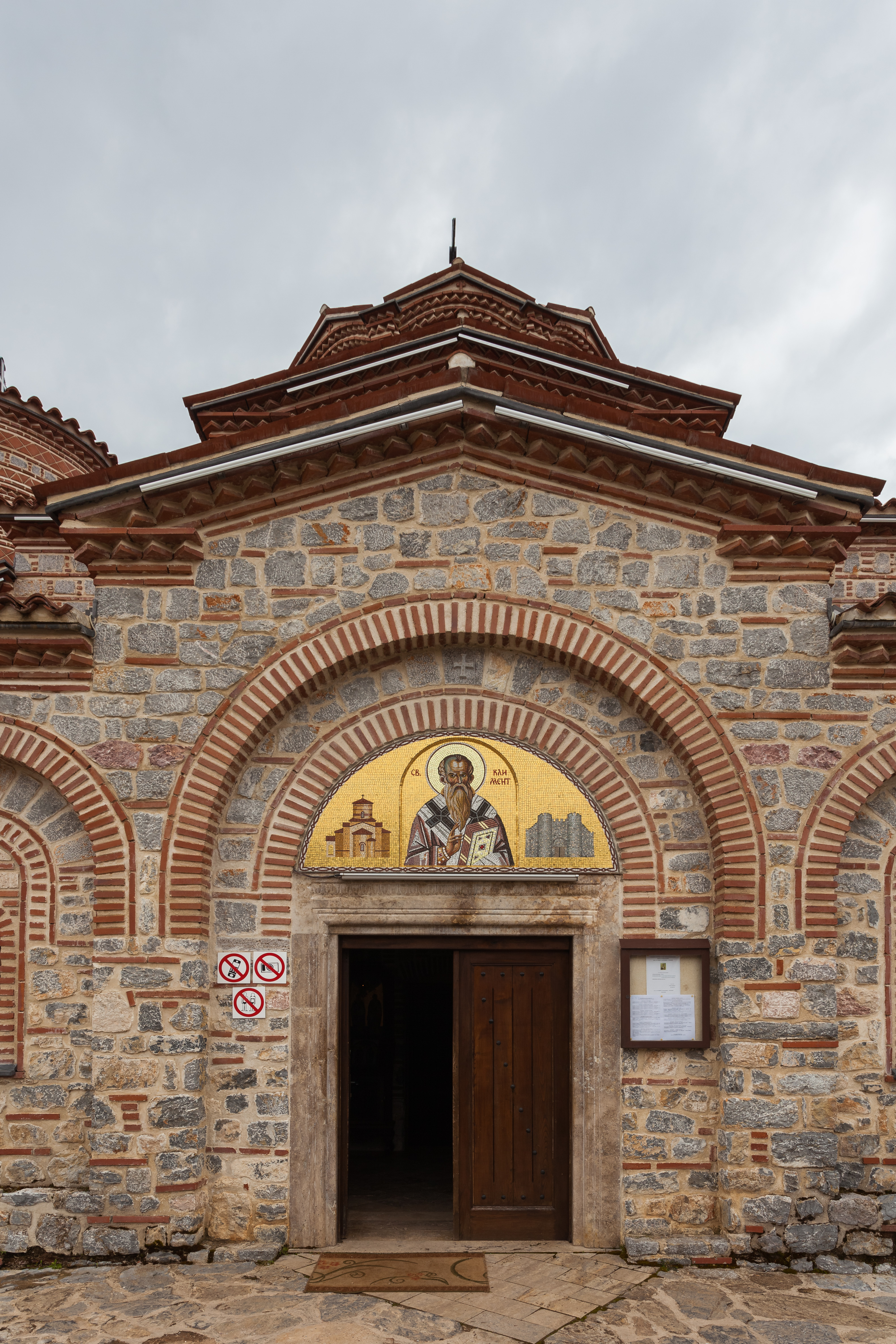
Wejście do kościoła
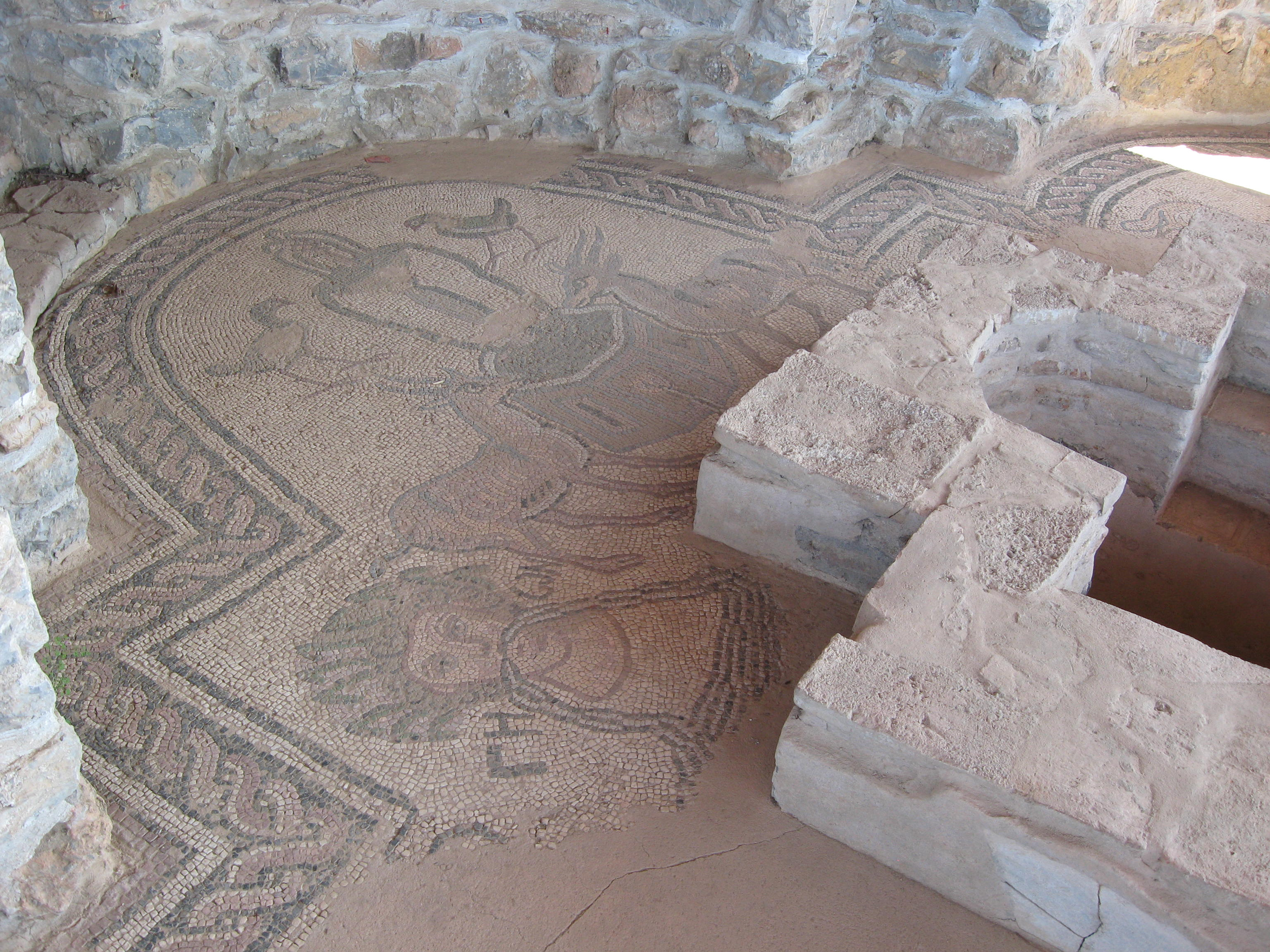
Fragment mozaik z pierwszego kościoła